# Orya panousei
Orya panousei är en mångfotingart som beskrevs av Demange 1961. Orya panousei ingår i släktet Orya och familjen kamjordkrypare.
Artens utbredningsområde är Marocko. Inga underarter finns listade i Catalogue of Life.